# Черноголовый толстонос
Черноголовый толстонос (лат. Pheucticus melanocephalus) — вид птиц из семейства кардиналовых (Cardinalidae). Выделяют два подвида. Представители вида распространены в США и Мексике.

## Описание
Черноголовый толстонос достигает длины 18—19 см и массы от 34 до 48 г; размах крыльев составляет около 32 см. У представителей обоих полов мощный клюв соломенного цвета, конической формы, с высоким основанием и слегка выпуклым надклювьем. Выражен половой диморфизм в окраске оперения. У самцов чёрная голова, крылья и хвост чёрного цвета с заметными белыми пятнами. Грудь от тёмно- до желтовато-оранжевого цвета, брюхо жёлтое. У самок голова коричневого цвета с белыми полосами над глазами и на щеках. Шея и спина коричневые с чёрные полосами. Грудь светло-кофейного цвета с полосками по бокам. Крылья и хвост серовато-коричневые, крылья с заметными белыми полосами и желтоватыми краями.

## Вокализация
Песня черноголового толстоноса представляет собой насыщенную трель, похожую на трель странствующего дрозда, но более плавная, быстрая, мягкая и сочная с нарастающими и спадающими пассажами, которые делают песню намного длиннее, чем у дрозда. Позывка — резкий звук «ik» или «eek». Поют и самец, и самка, но песни у них разные.

## Распространение и места обитания
Черноголовый толстонос распространён в Северной Америке от тихоокеанского побережья США до середины Великих равнин и от юго-западной Канады до гор Мексики. Встречается на высоте от 1200 до 3400 метров над уровнем моря. Птицы из США и Канады являются перелетными, зимуют в Мексике. Они стаями мигрируют на юг ранней осенью и возвращаются на север поздней весной.
Черноголовый толстонос обитает в лиственных и смешанных лесах, предпочитает места с большими деревьями и густым кустарником, такие как участки широколиственных деревьев и кустарников в хвойных лесах, включая берега рек и озер, водно-болотные угодья и пригородные зоны.

## Питание
Черноголовый толстонос питается семенами, ягодами, фруктами, насекомыми и пауками. Летом он в основном питается пауками, улитками и насекомыми. Это одна из немногих птиц, наряду с Icterus abeillei, которая может безопасно для себя поедать ядовитых бабочек данаид монархов (Danaus plexippus). На местах зимовок бабочек в Мексике стаи черноголового толстоноса и Icterus abeillei поедают более миллиона бабочек в год. Гусеницы данаид монархов питаются преимущественно листьями ваточника, в соке которых много карденолидов — веществ не только неприятных на птичий вкус, но и вызывающих у них в малых концентрациях тошноту, тогда как большая доза может стать причиной сердечного приступа. Яд сохраняется в организме не только у гусениц, но и у имаго, распределяясь по всему телу. Нечувствительность к карденолиду развилась у черноголового толстоноса за счёт генетических изменений в ходе конвергентной эволюции.

## Размножение
Черноголовые толстоносы моногамны. Самцы прилетают весной примерно на шесть дней раньше самок. Самцы поют, чтобы обозначить гнездовую территорию и привлечь самок. После прилёта самок самцы начинают петь с присады рядом с самками, иногда взлетая в воздух, исполняя брачную песню. Сезон размножения продолжается с апреля по июль. В году обычно бывает один выводок. Самки строят гнезда среди густой листвы на внешних ветках высоких широколиственных деревьев (особенно на ивах и дубах) или кустарников, на высоте от одного до 10 м от земли. Чашеобразное гнездо сооружается из травы, корешков, веточек, коры и хвои. Лоток выстилается корешками, волосами и мелким растительным материалом. В кладке от двух до пяти яиц от зеленоватого или голубоватого до пятнисто-коричневого цвета. Инкубационный период продолжается 12—14 дней, причем все птенцы выклёвываются почти одновременно в течение 24 часов. Птенцы оперяются через 11—12 дней, но становятся самостоятельными ещё через 14 дней. Самки достигают половой зрелости примерно через один год, в то время как самцы созревают через три года.

## Подвиды
Выделяют два подвида:
- Pheucticus melanocephalus maculatus 	(Audubon, 1837) — юго-запад Канады, запад США и северо-запад Мексики
- Pheucticus melanocephalus melanocephalus (Swainson, 1827) — юго-восток и юг Канады, запад США и юг Мексики